# Cikuda
Cikuda is een bestuurslaag in het regentschap Bogor van de provincie West-Java, Indonesië. Cikuda telt 7706 inwoners (volkstelling 2010).